# Santuario de Nuestra Señora de los Ángeles (Ciudad de México)
El Santuario de Nuestra Señora de los Ángeles , es un templo católico ubicado en la colonia Guerrero de la Ciudad de México, en la Alcaldía Cuauhtémoc. El edificio actual fue construido a finales del siglo XVIII y remodelado a mediados del siglo XX, sin embargo la fundación original data de siglo XVI. Fue declarado monumento histórico.

## Historia

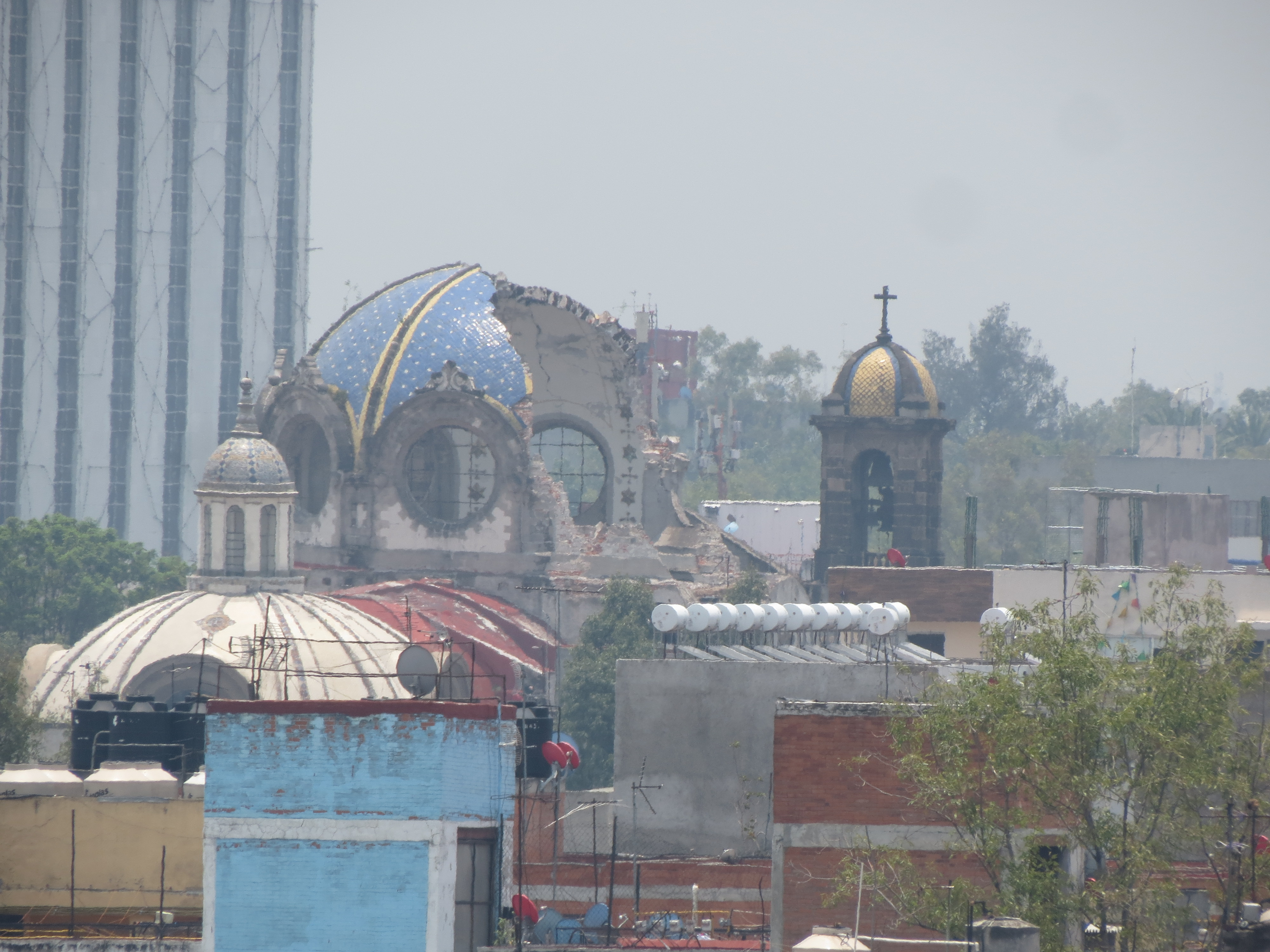
Estado de la cúpula, tras el sismo de 2017

En 1580, durante el gobierno del virrey Martín Enríquez de Almansa, ocurrió la quinta inundación desde la fundación de la ciudad. Cuando las aguas bajaron, de acuerdo a la tradición, un cacique conocido como Izayoque, que gobernaba el antiguo barrio de Coatlán, encontró entre los objetos que la inundación había llevado y arrastrado hasta ahí un bello lienzo que representaba la imagen de una virgen. La pintura le agradó y decidió venerarla y construir una pequeña ermita de adobe para albergarla, y debido a lo dañado de la pintura, mandó pintar una copia sobre uno de los muros de la ermita y la imagen fue conocida fue conocida como la asunción de Izayoque. En 1595 se erigió una capilla para el culto público en el lugar, quedando sujeta a la administración de la parroquia de Santiago. Hacia 1607 la capilla se encontraba deteriorada y ocurrió otra inundación. Algunos vecinos recordaron el origen de la imagen y acudieron a reconstruir la capilla y establecieron una hermandad que recolectara limosnas con el fin de darle mantenimiento.
En 1727 el templo volvió a ser reconstruido por un miembro de una familia apellidada Giraldo, sin embargo a los pocos años estaba en ruinas de nuevo y en 1745 a iniciativa del señor Pedro Vizcaíno se decidió construir de nueva cuenta, esta vez de mampostería lo suficientemente sólida como para resistir el deterioro que lo afectaba constantemente desde su fundación. Se recolectaron limosnas para tal efecto y comenzó la obra, sin embargo, se descubrió que no se había pedido licencia por lo que el 27 de octubre de 1745 el arzobispo Juan Antonio Vizarrón y Eguiarreta ordenó el cese de la obras, que se cubriera la imagen y dio aviso al cura de Santiago que quedaba prohibido celebrar misa en el lugar y puso el asunto en manos del juez eclesiástico. Sin embargo a mediados de 1746 el inquisidor mayo Pedro Navarro de la Isla acudió a ver la imagen y se admiró de que a pesar de estar cubierta con petates mojados aun se conservara la imagen y decidió continuar con la recolección de limosnas y la construcción del templo, aunque con lentitud y precariamente por lo que al poco tiempo se detuvo la obra.
El 28 de febrero de 1776 el edificio inconcluso fue visitado por José de Haro, maestro sastre originario de la ciudad de Veracruz,quien acudió para conocer y admirar la imagen y a raíz de su visita decidió promover el culto de la imagen y terminar el templo del cual se convirtió en benefactor y patrono. Con la ayuda de sus oficiales, -quienes prometieron colaborar con él en la empresa- logró que la obra del templo continuara hasta su terminación, consiguió la licencia para reanudar los servicios religiosos y adornó el templo y la imagen.
El 21 de abril de 1776 ocurrió un fuerte sismo y los habitantes de la ciudad acudieron en masa para implorar la protección de la imagen, con lo que el culto y los fieles del templo comenzaron a crecer. A finales de 1777, Don José de Haro le encomendó al arquitecto Francisco Guerrero y Torres el realizar un dictamen de la imagen y el 8 de diciembre de 1777 el arquitecto declaró ante el notario Manuel José Ruiz que: 

"...Haciendo eficaz reflexión de lo antiguo de la pared, su materia de adobe, lo salitroso del terreno, lo húmedo, lo abandonado de la ermita o capilla, el haber mandado cubrir la santa imagen con petates mojados poniéndole encima unas tablas con intención de que se borrara la pintura, hacen un conjunto de causas naturales para que ni hubiera quedado ni rastro de dicha pared ni de la pintura

"...Y así que con la menor causa de las dichas bastaba para que se hubiera saltado la pintura de dicha santa imagen y no hubiera quedado rastro de tanta hermosura en que se admira y patente a la vista, pues aun al que no sabe semejantes circunstancias se pasma. Motivos todos por los que declara que su conservación excede a las fuerzas de la naturaleza

Para 1780 la devoción a la imagen estaba bien cimentada y se contaba con fondos suficientes, por lo que se pensó en levantar un nuevo templo. El diseño y construcción se le encomendaron al arquitecto Francisco Guerrero y Torres, quien proyectó un espectacular templo con planta en forma de trébol, cuyos cimientos fueron inaugurados en una solemne ceremonia  el 24 de enero de 1782. El proyecto comprendía la construcción de un convento para monjas capuchinas del convento de Corpus Christi, el cual finalmente no se llevó a cabo.
En 1781 fue establecida la academia de San Carlos, la cual tenía como función principal por instrucciones del rey Carlos III el establecimiento del estilo Neoclásico en la nueva España y vigilar que los arquitectos novo hispanos cumplieran sus lineamientos. En 1786 asumió el cargo de director de arquitectura José Antonio González Velázquez, quien junto con los académicos de dicha institución dictaminaron que el proyecto  que Francisco Guerrero y Torres estaba construyendo era incompatible con los lineamientos de la academia, por lo que las obras del santuario fueron detenidas y en 1791 se decidió modificar en su totalidad el proyecto del templo, para lo cual se demolió gran parte de lo construido incluyendo las bases de las torres. La planta de trébol del templo fue modificada y reformada a una planta de cruz latina de acuerdo al proyecto del arquitecto González Velázquez para el nuevo templo, el cual fue terminado en 1808.
Desde 1794, la señora María Gertrudis de Landizabal y Uribe intentó fundar un colegio de indias anexo al conjunto en construcción. Para 1795 contaba con el apoyo del párroco de San Marcos Mexicalzingo y del Ayuntamiento de San Juan Tenochtitlan, ya que en algunos poblados sujetos a la jurisdicción de la parcialidad como Zacatlamanco, Iztacalco y Mexicalzingo ya existían escuelas de ese tipo. La fundación fue aprobada y la obra asignada al arquitecto José del Mazo y Avilés quien construyó el colegio en los terrenos ubicados al costado norte del templo.
El 24 de septiembre de 2017 la cúpula principal se derrumbó casi en un 60%, a consecuencia del daño ocasionado por el sismo que sacudió a la Ciudad de México 5 días antes, el 19 de septiembre. A la fecha continúa con labores de restauración, y le ha sido colocada una cúpula metálica temporal para resguardar el interior.